# Looc
Looc est une localité de la province de Romblon, aux Philippines. En 2015, elle compte 22 262 habitants.